# Pablo Forlán
Pablo Justo Forlán Lamarque (født 14. juli 1945 i Soriano, Uruguay) er en tidligere uruguayansk fodboldspiller, der som forsvarer på Uruguays landshold deltog ved både VM i 1966 i England og VM i 1974 i Vesttyskland. I alt nåede han at spille 17 kampe for landsholdet.
Forlán spillede på klubplan primært for CA Peñarol i hjemlandet, samt São Paulo FC i Brasilien. Han spillede også for Peñarols rivaler Nacional og Defensor Sporting. Med Peñarol var han med til at vinde fire uruguayanske mesterskaber.
Forlán er far til en anden uruguayansk landsholdsspiller, Diego Forlán, der blev kåret til turneringens bedste spiller ved VM i 2010, og som desuden flere gange har været topscorer i den spanske La Liga.